# Сванидзе, Александр Семёнович
Алекса́ндр Семёнович Свани́дзе (партийный псевдоним Алёша; груз. ალექსანდრე სვიმონის ძე სვანიძე; 1886 — 20 августа 1941 год) — грузинский старый большевик и историк, работал в правительственных органах СССР. Брат первой жены Сталина Като Сванидзе. Имел родственные связи и многолетнюю дружбу со Сталиным, был арестован во время «ежовщины» в 1937 и расстрелян в 1941 году.

## Биография
Родился в западной Грузии в деревне Баджи Кутаисской губернии Российской империи в семье азнаура. Родители дали ему хорошее образование сначала в Тифлисе, а затем в Йене, где он изучал немецкий и английский языки и вёл исторические исследования древних цивилизаций.
Был женат на оперной певице Марии Анисимовне Короне.
В 1901 году присоединился к РСДРП, занимался подпольной работой, большевик. В 1919 году был вынужден покинуть независимую Грузию.
После прихода большевиков к власти в России в 1920—1921 годах работал в Наркомате иностранных дел, в 1921—1922 годы служил в качестве народного комиссара по финансам в Грузинской ССР и Закавказской Социалистической республике. В 1924 году был назначен советским торговым посланником в Германии, а после возвращения в Советский Союз в 1935 году стал заместителем председателя правления Внешторгбанка СССР. В то же время продолжал свою научную деятельность: основал и редактировал журнал «Вестник древней истории», изучал нахско-дагестанские языки, а также переводил на русский язык «Витязь в тигровой шкуре» средневекового грузинского поэта Шота Руставели.
Анастас Микоян вспоминал, что Сванидзе был настолько близок к Сталину, что иногда даже оставался у него ночевать в 1930-е годы.
Галина Серебрякова в своих воспоминаниях писала, что в гостях у семьи Сванидзе «всем дышалось легко и свободно», по её описанию, Александр Семёнович был «среднего роста, русоволосый, прямодушный, симпатичный человек, отлично образованный», а супруга — «женщиной исключительной красоты, приветливости и обаяния».

### Заключение и казнь
1 декабря 1937 года постановлением СНК СССР был освобождён от обязанностей заместителя председателя правления Внешторгбанка СССР, затем арестован. Следствие длилось с декабря 1937-го по декабрь 1940 года. 4 декабря 1940 года Военная коллегия Верховного суда СССР приговорила Александра Сванидзе к высшей мере наказания с конфискацией имущества за то, что он якобы с 1922 года являлся участником «национал-уклонистской группировки в Грузии», в 1929-м примкнул к «антисоветской организации правых», в 1932-м установил связь с Г. Я. Сокольниковым, согласившись участвовать в антисоветской деятельности, а также якобы занимался вредительской деятельностью в области финансов, участвовал в финансировании троцкистской организации в Испании и шпионил в пользу германской разведки. Сванидзе отказался признать себя немецким шпионом в обмен на жизнь, как предлагало следствие. 23 января 1941 года по протесту зампреда Верховного суда Василия Ульриха Пленум Верховного суда заменил расстрел на 15 лет лишения свободы, но 20 августа по новому протесту Ульриха Пленум отменил своё решение, оставив в силе первый приговор. В тот же день по распоряжению Берии Сванидзе был расстрелян.
Хрущёв в своей речи на XXII съезде КПСС утверждал, что Сванидзе перед расстрелом передали слова Сталина о том, что его простят, если он попросит прощения, и в ответ на это он спросил: «О чём я должен просить? Ведь я никакого преступления не сделал», Сталин же после расстрела сказал: «Смотри, какой гордый, умер, но не попросил прощения».
Посмертно реабилитирован 19 января 1956 года.

### Репрессии в отношении родственников
Жена и сестра Сванидзе также были осуждены.
Мария Анисимовна Корона (1889, Тбилиси — 1942) была осуждена в декабре 1939 года на 8 лет лишения свободы за то, что «скрывала антисоветскую деятельность своего мужа, вела антисоветские разговоры, осуждала карательную политику Советской власти и высказывала террористические намерения против одного из руководителей Коммунистической партии и Советского правительства».
Его сестра — Мария (Марико) Семёновна Сванидзе (1888—1942) была приговорена к 10 годам лишения свободы. 3 марта 1942 года по постановлению Особого совещания при НКВД обе женщины были расстреляны.
Сын Сванидзе, Джонрид (Иван) Александрович, с 1945 года находился под следствием и принудительно содержался в тюремной больнице как психически неполноценный, затем 4 августа 1948 года по постановлению Особого совещания при МГБ СССР был осуждён на 5 лет ссылки, из которой вернулся в 1956 году.

## Труды А. С. Сванидзе
- Материалы по истории ало-родийских племён. — Тбилиси, 1936.